# Fyrtårnet og Bivognen
Fyrtårnet og Bivognen (ofte forkortet Fy og Bi) var artistnavnene på det danske filmkomikerpar Harald Madsen (1890-1949, "Bivognen") og Carl Schenstrøm (1881-1942, "Fyrtårnet").
Fra debutfilmen Film, Flirt og Forlovelse i 1921 optrådte de til 1940 sammen i over 50 filmlystspil, først og fremmest stumfilm. 13 af dem blev lavet uden for Danmark: i Sverige, Tyskland, Østrig og England. Deres storhedstid var i 1920'erne, da parret var dansk films store eksportartikel og verdens første internationalt berømte filmkomikerpar.
Fyrtårnet og Bivognen blev kaldt "Fyrtornet och Släpvagnen" i Sverige, "Telegrafstolpen og Tilhengern" i Norge, "Majakka ja Perävaunu" i Finland, "Vitinn og hliðarvagninn" i Island, "Doublepatte et Patachon" i Frankrig, "Watt en Halfwatt" i Nederland, "Zoro és Huru" i Ungarn, "Long & Short" i England og "Ole & Axel" i USA, hvor i øvrigt kun et fåtal af filmene blev vist. I andre lande var de bedst kendt under deres tyske navn "Pat und Patachon".

## Film med Fy og Bi
- Tyvepak (1921 – Sverige, original titel Landsvägsriddare)
- Film, Flirt og Forlovelse (1921)
- Han, hun og Hamlet (1922)
- Landligger - Idyl - Vandgang (1922)
- Sol, Sommer og Studiner (1922)
- Mellem muntre Musikanter (1922)
- Kan Kærlighed kureres? (1922)
- Blandt Byens Børn (1923)
- Vore Venners Vinter (1923)
- Daarskab, Dyd og Driverter (1923)
- Professor Petersens Plejebørn (1924)
- Lille Lise Letpaataa (1924)
- Ole Opfinders Offer (1924)
- Raske Riviera Rejsende (1924)
- Grønkøbings glade Gavtyve (1925)
- Takt, Tone og Tosser (1925)
- Dødsbokseren (1926)
- Ulvejægerne (1926)
- Don Quixote (1926)
- Vester Vov Vov (1927)
- Tordenstenene (1927)
- Filmens Helte (1928)
- Kongen af Pelikanien (1928)
- For fuld fart (en) (1928; engelsk/dansk, engelsk titel: Cocktails)
- Kraft og Skønhed (1928)
- Højt paa en Kvist (1929)
- Hallo! Afrika forude! (1929)
- Kys, Klap og Kommers (1929)
- Hr. Tell og Søn (1930)
- Pas paa Pigerne (1930)
- Fy og Bi i Kantonnement (1931)
- Krudt med knald (1931)
- Han, hun og Hamlet (1932)
- Med fuld musik (1933)
- I de gode gamle dage (1940)